# Congo (novela)
Congo, es una novela de ciencia ficción y aventuras escrita en 1980 por el escritor, fallecido en 2008, Michael Crichton, y que trata sobre el campo de la investigación aplicado a las telecomunicaciones frente a la investigación altruista y académica. La novela se llevó al cine con la obra homónima de Frank Marshall en 1995.
Se podría decir que la novela, en su vertiente como género de aventuras, tiene una base amplia, o al menos está influenciada (a modo de homenaje) por la famosa obra Las minas del rey Salomón' (de H. Rider Haggard), a la que Crichton imprime su habitual carácter de ciencia ficción y reflexiones filosóficas y científicas. Un grupo de investigadores, formado de manera fortuita, viajan al Congo con diferentes intereses, entre ellos la búsqueda de la famosa ciudad perdida de Zinj (símil de El Dorado en Sudamérica).

## Sinopsis
Desde el punto de vista del doctor Peter Elliot y de la doctora Karen Ross (y su empresa), la película trata dos enfoques de un viaje de investigación al Congo: el científico y el comercial respectivamente.
La novela inicia con la primera expedición al Congo de la compañía STRT para buscar un yacimiento de diamantes azules de clase Ilb cubiertos de boro, los cuales no tienen valor como piedras preciosas, pero son invaluables por su semiconductividad para crear microchips para la empresa conocida con el nombre código de "Contrato Azul", que les asegurará un salto de 5 años en tecnología contra sus competidores.
La doctora Karen Ross, de 24 años, es una genio arrogante y competitiva, que está deseosa de conducir un equipo de campo, a pesar de que sus exámenes psicológicos revelan que no es apta para ello. Cuando reciben una transmisión de la expedición donde los miembros están siendo masacrados y su campamento destruido, solo puede recuperarse una imagen borrosa de lo que parece ser un gorila gris y una grabación de unos extraños susurros.
En la Universidad de Berkeley, el científico Peter Elliot es el encargado del Proyecto Amy, dedicado a comprobar que los primates son capaces de comunicarse, postulando que su incapacidad de hablar se debe a que sus labios no pueden articular palabras, por lo que la mejor opción es enseñarles el lenguaje de signos. Amy, su sujeto de pruebas, es una gorila de 7 años prestada por el zoológico, a donde fue donada cuando era una cría por una turista que la compró en África después de la muerte de su madre por aldeanos hambrientos que querían su carne. Amy ya conoce 600 palabras en lenguaje de signos y comprende el idioma inglés. Cuando la novela comienza, Amy ha empezado a sufrir de pesadillas que le provocan estrés al punto de poder arruinar el experimento; entre los muchos métodos para relajarla se le proporcionan pinturas con las cuales Amy dibuja una y otra vez lo que parece ser una ciudad con semicírculos. Una de las doctoras del proyecto localiza antiguos textos árabes y portugueses donde descubre que los dibujos corresponden a la descripción de la supuesta ciudad perdida de Zinj, en el Congo, hoy Zaire.
Travis, el dueño de STRT, decide mantener en secreto la muerte de la primera expedición y mandar una segunda, debido a que se encuentra en una carrera por los diamantes contra empresas japonesas y alemanas que tienen sus propios equipos de exploración en Zaire. Ross consigue convencerlo de que la deje ser la jefa en esta segunda expedición, pero no de que los asesinos de la primera fueran gorilas. Ross contacta con Elliot, que ha estado teniendo problemas con grupos de derechos de los animales para que libere a Amy, para que los acompañe como experto en primates y él acepta para poder llevar a Amy a su lugar de nacimiento, lo que cree que curará sus pesadillas y le permitirá continuar su experimento.
Una de las condiciones de Travis para Ross es que se haga acompañar de Munro, un famoso cazador, como su guía en la jungla. Munro acepta después de que los japoneses y los alemanes tratan de asesinarlo en su casa.
Amy es secuestrada, pero consiguen recuperarla gracias a los rastreadores que Ross les había dado anteriormente. Sin embargo descubren que su avión ha sido llenado de micrófonos de la competencia y tiene que cambiarse a uno más pequeño. 

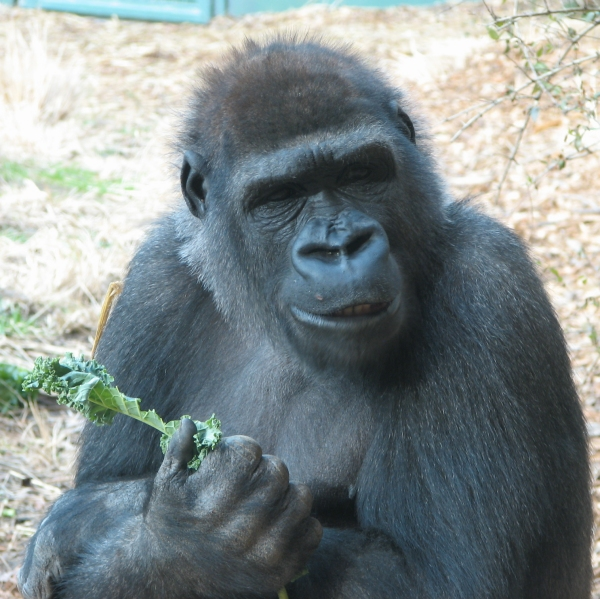
El motor de la novela es Amy, una gorila

La travesía se complica debido al estallido de un conflicto político de último minuto entre el general Muguru, que intenta exterminar a una tribu de caníbales, lo que provoca que se cierren las fronteras y que su nuevo avión sea derribado con misiles. Ross, Elliot, Amy, Munro y sus ayudantes kikuyus tienen que saltar en paracaídas a la selva, donde se necesitan tomar serios desvíos para evitar terminar en fuego cruzado.
En la carrera contra las otras compañías, que Ross está obsesionada con ganar, toman una peligrosa ruta navegando por un río infestado de hipopótamos que los atacan, pero consiguen escapar. Se encuentran con un pigmeo que los lleva a su aldea, donde encuentran a un superviviente de la primera expedición de STRT en estado catatónico.
En el camino a Zinj encuentran que el avión de provisiones de los japoneses ha sido derribado por misiles, igual que les sucedió a ellos. Pero al llegar al campamento japonés encuentran a todos asesinados de la misma manera que los de la primera expedición de STRT, con sus cabezas y miembros aplastados.
Cuanto más se acercan a Zinj, Amy va poniéndose más nerviosa, advirtiendo constantemente de las "cosas malas", pero también empieza a interactuar con una manada de gorilas de espalda plateada que la aceptan sin problemas.
Por fin, consiguen llegar a Zinj. La ciudad se encuentra en ruinas, pero pronto llegan a al conclusión de que no fue destruida, sino abandonada. Encuentran extraños edificios que identifican en un primer momento como una cárcel, una escuela, un parque y un templo. En unos dibujos rupestres de la vida cotidiana de la ciudad, descubren que eran un pueblo completamente minero y dependían exclusivamente de los diamantes para intercambiarlos por todo lo que pudieran necesitar para vivir. En el templo encuentran la estatua enorme de un simio con herramientas en forma de platos que coinciden con las heridas que fracturaron los cráneos de los miembros de anteriores exploraciones.
Por la noche son atacados por los gorilas, que resultan ser una especie completamente nueva, más pequeños, violentos y de pelaje gris. Logran repelerlos, pero uno de los kikuyus es asesinado y agotan la mitad de sus municiones. Volviendo a la ciudad descubren que los edificios que vieron anteriormente son en realidad centros de entrenamiento para estos gorilas, que, según las pinturas rupestres de la estatua de gorila, fueron criados y entrenados por los zinjianos como guardias para las minas de diamantes.
Los gorilas vuelven a atacar esa noche, demostrando su habilidad para formular estrategias de ataque; mientras unos hacían de distracción atacando frontalmente, otro grupo se infiltra bajo la cerca eléctrica y mata a otros kikuyus. Cuando el grupo trata de huir al día siguiente, se dan cuenta de que los gorilas no les permitirán irse y deben regresar al campamento. Amy los lleva a donde los gorilas descansan por el día y Elliot planea atrapar a una hembra, pero cae en medio de los gorilas y tiene que ser rescatado por Amy. Así descubre que, mientras que Amy no puede hablar con estos gorilas, si puede entenderlos y traducirlos.
Usando la grabadora de la videocámara, consiguen reproducir unas cuantas palabras en el lenguaje de los gorilas para ahuyentarlos. Sin embargo, una fuerte lluvia pocos minutos antes del ataque arruina sus aparatos y armas. Cuando la lluvia se calma lo suficiente para que los sonidos sean audibles, los gorilas se marchan.
Al día siguiente Ross esta decidida a sacar los diamantes e irse, pero su arrogancia le hace colocar bombas en la mina que provocan una enorme explosión volcánica, seguida por una tormenta eléctrica que mata a otro kikuyu y quema la mitad del cuerpo de Ross.
Consiguen llegar al avión de provisiones japonés, donde repelen a los caníbales antes de encontrar un globo aerostático con el que por fin logran escapar.
En el epílogo se revela que Karen Ross renunció a su trabajo, pidiendo un empleo en una compañía mucho más pequeña, sin viajes de campo, y luego se casó. Peter Elliot abandonó la investigación y el Proyecto Amy. Amy regresó al Congo para ser estudiada en libertad mientras se integraba en una manada de gorilas; desapareció después de quedar embarazada. Munro fue el único que pudo guardar unos cuantos diamantes que vendió por una gran cantidad de dinero a una empresa de microchips y aún vive en África. El hijo de uno de los kikuyus muertos ganó un premio de astrofísica.

## Principales diferencias con la película
-Hay personajes de la película que no aparecen en la novela, como es el caso de Charlie Traves, Herkermer Homolta, el Capitán Wanta o Eddie Ventro.
-En la novela, la Doctora Ross es descrita como despiadada e insensible, gélida, siendo su única motivación para viajar el Congo encontrar los diamantes. En la película, su personaje es más dulce y sentimental; acude a la Ciudad Perdida de Zinj para rescatar a su exnovio.
-En la película, la Doctora Ross es una exagente de la C.I.A. que ahora trabaja para la empresa Travicom. En la novela, es una joven veinteañera, que trabaja para la empresa STRT.
-En la novela, Peter es el único que entiende a Amy, por hablar ella en lengua de signos, pero Amy entiende a todo el mundo, por comprender el inglés hablado. En la película, Amy solamente comprende la lengua de signos, pero sus respuestas son verbalizadas a través de un sintetizador de voz electrónico que traduce los movimientos de sus brazos y manos.
-En la película, los dibujos de Amy llevan al filántropo rumano a reconocer las ruinas de Zinj. En la novela, es el propio equipo de cuidadores de Amy el que realiza este hallazgo. La doctora Ross también conoce de antemano la historia de la Ciudad Perdida de Zinj, cosa que no ocurre en la película.
-En la película, la expedición de Peter y Amy es financiada por Homolta. En la novela, la empresa de Ross, STRT es desde el principio la principal fuente de ingresos del proyecto Amy.
-La mayor parte de la novela consiste en una carrera a contrarreloj del equipo de Amy para llegar a las minas de Zinj antes que un consorcio liderado por los japoneses. De hecho, son los japoneses los que alcanzan su destino primero, aunque resultan masacrados por los gorilas grises. Esta trama no aparece en la película.
-En la película, la Doctora Ross utiliza la devolución de Amy a la selva como tapadera para pasar las fronteras africanas. En la novela, lleva consigo a la gorila parlante para tratar de crear un nexo de comunicación con los gorilas grises y no ser atacados por ellos.
-En la novela no aparecen las escenas del estallido de una bomba en el aeropuerto, ni se menciona el atentado contra el Mercedes-Benz del presidente, ni las negociaciones para sobornar a los ugandeses en el Hotel Leopold. Al revés, las negociaciones entre Munro y Ross ocurren en Tánger, donde Amy resulta secuestrada.
-En la novela, Munro es caucásico, mientras que en la película es afroamericano.
-En la novela, el trabajador de STRT que es rescatado por una tribu africana, sobrevive en estado catatónico. En la película, muere después de ver la silueta de Amy.
-En la película, Amy rompe la antena de transmisión. En la novela, la incapacidad para comunicarse es resultado de una elevada actividad solar que afecta al magnetismo terrestre, además de por los inhibidores colocados por el consorcio liderado por los japoneses.
-En la película, las sanguijuelas se aferran a la entrepierna de Peter. En la novela, se adhieren a las piernas de todos los expedicionarios.
-En la novela, los guías no quieren acercarse a las ruinas de Zinj, que conocen como el lugar de los huesos y deben ser sobornados para conseguir que continúen. En la novela, los guías no son supersticiosos.
-En la película, para llegar a las ruinas de Zinj hay que pasar un conducto sumergido. En la novela, los campamentos están entre las ruinas, en medio de la jungla.
-En la novela, las ruinas de Zinj se datan en el siglo XV. En la película, se remontan a tiempos del Rey Salomón y las paredes de sus edificios están cubiertas de jeroglíficos egipcios.
-En la novela, el ataque de los gorilas grises solamente ocurre por la noche y han desarrollado un lenguaje propio, que Amy es capaz de entender y traducir para Peter. En la película, también se producen ataques diurnos, y no se menciona su lenguaje.
-En la novela, el ayudante de Peter no forma parte de la expedición: se queda en Estados Unidos, analizando las imágenes de los gorilas grises y tratando de descifrar su lenguaje, a partir de las transmisiones que va recibiendo desde el Congo. En la película, acompaña a Peter y a Amy, muriendo por el ataque de uno de los goriles grises.
-En la novela, las chimeneas volcánicas donde se encuentran los diamantes azules están a las afueras de Zinj. En la película, están bajo la ciudad perdida.
-En la película, los gorilas grisas amontonan los cadáveres humanos en una geoda repleta de diamantes, en medio de Zinj. En la novela, los huesos están desperdigados a las afueras de la ciudad, para disuadir a los que se acerquen.
-En la película, el volcán Mukenko entra en erupción por causas naturales. En la novela es la doctora Ross la que, al detonar una serie de cargas explosivas en la chimenea volcánica a fin de liberar los diamantes, provoca la erupción.
-En la película, Amy se queda en la jungla. En la novela, regresa con Peter, si bien a través de futuros proyectos es aceptada por una familia de gorilas y, un año después, se le pierde la pista.